# Утинский
Утинский — посёлок в Урицком районе Орловской области России.
Входит в состав Луначарского сельского поселения.

## География
Расположен северо-западнее деревни Мерцалово и посёлка Новолуние у слияния реки Старец с рекой Цон.
Через Утинский проходит просёлочная дорога, имеется одна улица — Речная.

## Население
| 2010 |
| ---- |
| 6    |